# Liste griechisch-portugiesischer Städte- und Gemeindepartnerschaften
Diese Liste griechisch-portugiesischer Städte- und Gemeindepartnerschaften führt die Städte- und Gemeindefreundschaften zwischen den Ländern Griechenland und Portugal auf.
Im Rahmen der Europäischen Integration gingen griechische und portugiesische Kommunen ab 1989 Partnerschaften ein, bisher vier (Stand 2010).

## Liste der Städtepartnerschaften und -freundschaften
| Griechischer Ort | Portugiesischer Ort | Seit | Anmerkung                                           |
| ---------------- | ------------------- | ---- | --------------------------------------------------- |
| Cholargos        | Aveiro              | 2002 |                                                     |
| Kolindros        | Samuel              | 1989 | im Rahmen der European Charter – Villages of Europe |
| Lagos (Evros)    | Lagos (Portugal)    | 2007 | Kooperationsabkommen                                |
| Preveza          | Sesimbra            | 1989 | im Rahmen der Douzelage                             |